# Åndsvidenskab (esoterisk begreb)
 For alternative betydninger, se Åndsvidenskab (ikke-naturvidenskab).
Åndsvidenskab i en esoterisk forstand er en bred betegnelse for undersøgelsen af åndelige aspekter af tilværelsen, menneskets natur og universet som helhed. Denne esoteriske brug af begrebet åndsvidenskab stammer primært fra Helena Petrovna Blavatsky og er senere blevet præget af blandt andre Rudolf Steiner, Martinus Thomsen ("Martinus"), Alice Bailey, George Gurdijeff og Peter Ouspensky. Esoterisk åndsvidenskab adskiller sig fra flere andre former for esoterik, der enten ikke italesætter sig selv som videnskabelige eller lægger afstand til den videnskabelige tanke.

## Hovedtræk

### Betegnelsen
Begrebet om esoterisk åndsvidenskab er særdeles bredt og kan have forskellige betydninger afhængigt af den specifikke esoteriske tradition eller filosofi, der anvender det. Der er således tale om en meget bred vifte af spirituelle, okkulte og metafysiske ideer og praksisser, der ofte går ud over det, der er almindeligt kendt eller let forståeligt.
Begrebet indebærer, at der findes en indre dimension i tilværelsen eller virkeligheden som det er muligt at få direkte erkendelse af eller viden om gennem meditation, koncentration, selvobservation eller særlige sanseevner. Nogle former for esoterisk åndsvidenskab stræber efter at forene åndelig indsigt med moderne videnskabelig forståelse, mens andre betragter åndsvidenskaben som en metode til at erhverve viden, der ligger ud over det, som videnskaben kan måle og observere.
Det er vigtigt at erkende, at esoterisk åndsvidenskab er en bred og mangfoldig disciplin, der kan tage mange former og have forskellige overbevisninger og tilgange afhængigt af den specifikke tradition eller skole. Nogle skoler lægger vægt på eksistensen af en åndelig verden, hvor åndelige kræfter eller sjæle eksisterer og påvirker den fysiske verden. Andre fokuserer mere på symbolsk eller allegorisk fortolkning af virkeligheden, psykologisk udvikling eller spirituel vækst uden at antage eksistensen af en åndelig verden som sådan.

### Vidensforståelse
Det er derfor ikke et konventionelt videnskabsbegreb, som ligger til grund for den esoteriske åndsvidenskab. Denne form for åndsvidenskab bygger tværtimod ofte på begreber og ideer, der ikke nødvendigvis er en del af den traditionelle naturvidenskabelige metode og forståelse. Disse begreber og ideer er mere metafysiske eller åndelige og falder sommetider uden for det, der normalt anses for objektivt inden for især naturvidenskabelige kredse. Esoterisk åndsvidenskab foreslår ikke mindst eksistensen af aspekter eller dimensioner af virkeligheden, der kan gå ud over det, der kan observeres og måles i det fysiske univers. Esoterisk åndsvidenskab fokuserer dog ofte på subjektive oplevelser og åndelig udvikling, og derfor er den mere rettet mod individuel bevidsthed og erfaring end mod objektive, observerbare fakta.

### Centrale ideer
Det er vigtigt at bemærke, at esoterisk åndsvidenskab dækker over forskellige skoler, og derfor kan visse centrale ideer variere. Nedenfor er nogle af de mest almindelige principper, der findes inden for esoterisk åndsvidenskab:
- Reinkarnation og Karma: Mange esoteriske traditioner indbefatter ideen om reinkarnation, hvor sjælen gennemgår flere inkarnationer for at lære og udvikle sig[3][1]. Karma, handlingernes konsekvenser, spiller også en central rolle, idet de betragtes som en del af den naturlige lov og cyklus af årsag og virkning.
- Kosmologi: Esoteriske traditioner udvikler ofte komplekse kosmologier, der beskriver strukturen af det indre og ydre univers[2]. Dette kan omfatte idéer om forskellige planer eller riger af eksistens, æteriske verdener og åndelige hierarkier.
- Indre udvikling: En central idé er ofte betoningen af personlig udvikling og åndelig vækst[12]. Esoterisk åndsvidenskab kan indebære en form for indvielse eller indviet proces, hvor den åndelige aspirant gennemgår forskellige stadier af forståelse og oplysning.
- Kontakt med guddommelighed: Esoterisk åndsvidenskab lægger ofte vægt på behovet for direkte erfaring af den indre guddommelighed. Dette kan indebære meditation, kontemplation og åndelige praksisser for at opnå denne kontakt.

## Særlige emneområder

### Esoterisk filosofi
Dette område undersøger dybere filosofiske spørgsmål vedrørende eksistens, virkelighed, bevidsthed og kosmologi ud fra et esoterisk perspektiv. Det kan omfatte ideer om universelle love, kosmisk bevidsthed og menneskets åndelige natur.
Esoterisk filosofi er ofte udfordrende og kompleks, da den udforsker spørgsmål, der ligger uden for det traditionelle domæne for videnskab og fornuft. Det er en filosofi, som inviterer til refleksion, introspektion og åndelig søgen og tilbyder en alternativ forståelse af virkeligheden.

### Esoterisk psykologi
Esoterisk psykologi undersøger de dybere og skjulte aspekter af sindet og bevidstheden, og den søger at forstå den menneskelige psyke ud fra esoteriske og spirituelle perspektiver.
Denne gren af psykologi fokuserer ofte på temaer som sjælens udvikling, reinkarnation, karma, den åndelige natur af mennesket og universelle love og principper, der styrer sindet og bevidstheden. Esoterisk psykologi kan også inkludere studiet af symboler, myter og arketyper, der findes i forskellige kulturer og religioner, og hvordan disse påvirker den menneskelige psyke og udvikling.
Esoterisk psykologi adskiller sig ofte fra naturvidenskabelig psykologi ved at betragte mennesket som mere end blot et produkt af biologi og miljø. Den ser på mennesket som et åndeligt væsen med en dybere formål og forbindelse til det guddommelige eller den universelle bevidsthed.

### Esoterisk historie
Esoterisk historie er studiet af historiske begivenheder, personer, og ideer inden for det esoteriske felt, der omfatter forskellige former for okkultisme, mystik, og åndelig praksis. At studere esoterisk historie giver indsigt i de mange veje, som menneskeheden har taget i sin søgen efter åndelig viden og forståelse gennem tidens løb.
Mange store mystikere og filosoffer gennem historien har bidraget til den esoteriske tradition. Eksempler inkluderer Platon, Plotin, Meister Eckhart, Jakob Bøhme og Emanuel Swedenborg, hvis skrifter udforskede dybtgående spirituelle og metafysiske spørgsmål.

### Esoterisk arkæologi
Dette område undersøger forhistoriske og arkæologiske fund med henblik på at afsløre skjulte eller esoteriske betydninger bag gamle civilisationers symboler, artefakter og strukturer.

### Esoterisk medicin
Dette område undersøger alternative og holistiske tilgange til helbredelse og wellness, der omfatter praksisser som traditionel kinesisk medicin og ayurveda.
Esoterisk medicin anerkender eksistensen af en subtil energi, der strømmer gennem kroppen, og som påvirker helbredet. Ifølge denne tilgang er kroppen mere end blot fysisk; den har også en energisk dimension, og ubalancer eller blokeringer i energistrømmen kan føre til sygdom. Chakraer, som er energicentre i kroppen ifølge nogle østlige filosofier, betragtes ofte som vigtige i esoterisk medicin.
I modsætning til den reduktionistiske tilgang i konventionel medicin, som ofte fokuserer på isolerede symptomer og organer, ser esoterisk medicin på kroppen som en helhed, der er forbundet med sindet og sjælen. Derfor inddrager behandlingsmetoder i esoterisk medicin ofte en helhedsorienteret tilgang, der tager hensyn til kroppens, sindets og sjælens balance.

### Okkultisme
Okkultisme beskæftiger sig med det skjulte, det hemmelige og det mystiske. Det undersøger ofte paranormal aktivitet, åndelig kontakt og okkulte praksisser som tarot, spådomskunst og spiritisme.

### Esoterisk arkitektur
Esoterisk arkitektur fokuserer på de symbolske og metafysiske aspekter af bygninger og strukturer. Det omfatter studiet af hellige steder, templer, katedraler og andre bygninger, der har en spirituel betydning.

### Esoterisk litteratur
Dette område omfatter studiet af esoterisk litteratur, herunder gamle tekster, moderne værker og kanaliseringer. Disse tekster kan indeholde dyb visdom, symbolsk kode og åndelige vejledninger.

### Esoterisk kunst
Dette område handler om brugen af kunstneriske udtryksformer som et redskab til åndelig udforskning og vækst. Det kan omfatte symbolisk kunst, mandala-maleri, musik og poesi med spirituelle temaer.
Esoterisk kunst kan have en meditativ eller kontemplativ kvalitet, der inviterer betragteren til at reflektere over dybe eksistentielle spørgsmål eller spirituelle temaer. Gennem kunstværkerne kan man søge at opnå en forbindelse til det guddommelige eller til ens egen indre væsen.

### Esoterisk økologi
Esoterisk økologi undersøger forholdet mellem mennesket og naturen ud fra et åndeligt perspektiv. Det omfatter ideer om økologisk balance, respekt for naturens ånd, og forbindelsen mellem alle levende væsener.
Esoterisk økologi betragter naturen som mere end bare fysiske ressourcer. Den ser naturen som en levende, åndelig enhed med egen bevidsthed og energi. Menneskets forhold til naturen er ikke kun materielt, men også åndeligt og følelsesmæssigt.
Esoterisk økologi opfordrer til bæredygtige livsstil valg, der tager hensyn til naturens behov og fremtidige generationers trivsel. Det handler om at leve bevidst og med respekt for alle levende væsener.

### Esoterisk mystik
Esoterisk mystik dykker dybere ned i de skjulte aspekter af åndelighed og åndelige oplevelser. Det omfatter praksis som esoterisk meditation, kontemplation og åndelige visioner.

### Esoterisk astrologi
Astrologi er studiet af himmellegemers indflydelse på menneskers liv og skæbner. Inden for esoterisk tradition betragtes astrologi ofte som et redskab til at forstå dybere psykologiske og åndelige mønstre og cyklusser.

## Vigtige repræsentanter

### Helena Petrovna Blavatsky
Den esoteriske brug af begrebet åndsvidenskab stammer fra den russisk-fødte okkultist og forfatter Helena Petrovna Blavatsky (1831-1891), der var medstifter af Teosofisk Samfund i 1875 sammen med Henry Steel Olcott og William Quan Judge.
Hendes mest betydningsfulde værk er Den hemmelige lære, der blev udgivet i 1888. Dette monumentale værk præsenterer en syntese af religiøse og filosofiske ideer og postulerer eksistensen af en universel esoterisk viden, som hun kaldte "åndsvidenskab."
Blavatsky introducerede ideen om den guddommelige plan og karma som centrale koncepter inden for esoterisk filosofi. Hun betonede også ideen om, at forskellige religioner indeholder esoteriske kerner af sandhed, som kun indviede kunne forstå.
Blavatskys havde særlige synspunkter om, hvordan man opnår erkendelse inden for åndsvidenskab. Hun opfordrede enkeltpersoner til at engagere sig i en aktiv indre søgen og selvundersøgelse. Hun mente, at sand erkendelse kommer fra at forstå ens eget indre væsen og forholde sig til universelle principper.
Blavatsky opfordrede til studiet af esoteriske tekster fra forskellige kulturer og religioner. Hun mente, at disse tekster indeholdt skjulte sandheder og nøgler til åndelig udvikling. Åndsvidenskab indebærer ifølge Blavatsky også en form for åndelig disciplin og praksis. Dette kan omfatte meditation, koncentration og andre metoder til at forbedre åndelig opmærksomhed.
Blavatsky underviste om eksistensen af kosmiske love og universelle principper, og hun mente, at gennem forståelsen af disse love kunne man opnå dybere erkendelse om livets natur og formålet med ens eksistens. Ifølge Blavatsky spillede åndelig service og altruisme en central rolle i åndsvidenskab. Hun mente, at en ægte åndelig søgende skulle arbejde for det gode for andre og bidrage til at forbedre verden som helhed.

### Annie Besant
Annie Besant (1847-1933) var en engelsk teosof og en vigtig figur i den teosofiske bevægelse efter Blavatsky. Hun blev født i England og begyndte sin karriere som social reformator og kvindeforkæmper. Efter at have stiftet bekendtskab med teosofien, blev hun en nøglefigur i Theosophical Society og en tæt samarbejdspartner med Helena Petrovna Blavatsky.
Besant efterfulgte Blavatsky som præsident for Theosophical Society efter Blavatskys død. Hun bidrog til spredningen af teosofiske ideer globalt og arbejdede tæt sammen med C.W. Leadbeater. Sammen skrev de værker som "Thought-Forms" og "Occult Chemistry." Ud over hendes teosofiske engagement var Annie Besant en fremtrædende figur inden for indisk selvstændighedsbevægelse og en leder i Adyar-området i Indien.

### Charles Webster Leadbeater
Charles Webster Leadbeater (1854-1934) var en engelsk præst, teosof og clairvoyant. Han blev introduceret til teosofien gennem Annie Besant og udviklede hurtigt et ry som clairvoyant og okkult lærer.
Leadbeater arbejdede tæt sammen med Besant i forskningen og udviklingen af teosofiske ideer. Han beskæftigede sig især med clairvoyant observation og påstod at have set og beskrevet forskellige okkulte fænomener og dimensioner. Sammen med Besant fik han en betydelig indflydelse på teosofiens retning og udviklede teosofiske koncepter, herunder ideen om "adelsbarn" og detaljerede beskrivelser af de indre verdener. Leadbeater var dog også kontroversiel på grund af visse kontroversielle påstande og handlinger, der blev offentliggjort, hvilket førte til splittelser og kritik inden for teosofien.

### Arthur Edward Waite
A.E. Waite (1857-1942) var en britisk okkultist, forfatter og medlem af Hermetic Order of the Golden Dawn, en esoterisk organisation dedikeret til studiet af okkultisme, mystik og magi.
Waite er mest kendt for sit bidrag til okkulte studier og tarot. Han designede Rider-Waite-tarotkortene, som blev en af de mest populære tarotdæk i verden. Dette tarotdæk introducerede mange symboler og billeder, der stadig anvendes i tarot i dag. Han var også forfatter til adskillige bøger om okkultisme, herunder "The Book of Ceremonial Magic" og "The Pictorial Key to the Tarot." Disse værker har haft en vedvarende indflydelse på studiet af okkulte traditioner.
A.E. Waite var en af de mere mystiske og teologisk orienterede medlemmer af Golden Dawn og skilte sig ud med sit fokus på kristen mystik og esoterik. Efter at have forladt Golden Dawn var Waite med til at grundlægge sit eget okkulte samfund, Fellowship of the Rosy Cross. Han fortsatte med at skrive og engagere sig i esoteriske studier og var en indflydelsesrig skikkelse i den okkulte verden.

### Rudolf Steiner
Den østrigske filosof Rudolf Steiner (1861-1925) var oprindelig tilhænger af teosofien, men i begyndelsen af 1900-tallet skilte han sig ud og dannede sin egen retning, antroposofien. Han var blandt andre påvirket af Wilhelm Dilthey, hvis begreb om åndsvidenskab han udbyggede. Steiner var skolet i den tyske idealisme og var desuden meget inspireret af Johann Gottlieb Fichte. Han var også inspireret af Johann Wolfgang Goethes og Franz Brentanos fænomenologiske videnskab.
Steiner brugte begrebet "åndsvidenskab" i den distinkte betydning "videnskab om den åndelige verden", idet han knytter an ved et citat af Fichte: "Denne lære forudsætter et helt nyt sanseværktøj, igennem hvilket der gives en helt ny verden, som slet ikke er til stede for det sædvanlige menneske ... Man kan tænke sig til en verden af blindfødte, som kun kender de ting og de forhold, der eksisterer gennem følesansen. Gå hen til dem og fortæl dem om farver og andre forhold, der kun findes takket være lyset og synet."  I tilknytning hertil taler Steiner om et "åndeligt øje", der gør det muligt - ud over den almindelige fysiske verden - at iagttage og udforske en åndelig verden. Steiner går dog det skridt videre end Fichte, at han siger, at denne åndelige verdens indhold kan undersøges med den samme præcision og objektivitet, som den fysiske verden kan undersøges med af naturvidenskaben - at det altså er muligt at drive regulær "åndsvidenskab".
Steiner sammenligner forholdet mellem den åndelige verden og den fysiske verden med forholdet mellem et ocean og et isbjerg. Oceanet er det primære, mens isbjerget er det sekundære (er skabt ud af oceanet).
En åndsvidenskabelig udforskning af den åndelige verden kræver særlige oversanselige erkendeevner, siger Steiner. Ifølge ham kan alle gennem etisk og meditativ træning udvikle disse erkendeevner.
Han beskriver tre trin i denne udvikling: 1) imagination, 2) inspiration og 3) intuition.  De tre trin kommer dog ikke i denne rækkefølge hos hvert eneste individ.
Imagination er en oversanselig erkendelse af åndelige ting. Hvis man har udviklet imaginativ erkendelse, er man i stand til at gøre observationer i den åndelige verden. Man kan ”se” de åndelige væsener som ”objekter”.
Inspiration er evnen til at åbne et indre rum, hvor man kan møde objektive åndelige indhold (indtryk der stammer fra objektive åndelige væsener). Gennem inspiration kan man trænge ind til kernen af de åndelige væsener og ”se” deres indre kvaliteter og deres indre relation til hinanden.
Intuition er evnen til at forene sig med de kreative kræfter i universet uden at miste sin individuelle bevidsthed. Når man har intuition, ser man ikke længere åndelige væsener som ”objekter”, man iagttager. Når man erkender dem gennem sin intuition, er man fuldstændig ét med dem. Man er forenet med deres indre verden. Man gennemtrænger væsenerne selv.
Når man har nået intuitionens trin, kan man se, at et menneske består af krop, sjæl og ånd. Man får de højeste åndelige evner, for eksempel evnen til at se andre menneskers tidligere liv.

### Alice A. Bailey
Alice A. Bailey (1880-1949) var en engelsk forfatter og okkultist. Hun kom ind i teosofien, men senere brød hun med Teosofisk Samfund og etablerede sit eget arbejde i samarbejde med - påstod hun - det åndelige væsen Djwhal Khul.
Bailey skrev en række bøger, som blev dikteret til hende af Djwhal Khul, og de dækker en bred vifte af esoteriske emner. Hendes arbejde fokuserer på at forklare åndsvidenskab på en mere systematisk og tilgængelig måde. Bailey introducerede begrebet "Den Syntetiske Åndsvidenskab" og hævdede, at hendes arbejde repræsenterede en ny fase inden for åndsvidenskab, der syntetiserede og udvidede tidligere teosofiske ideer. Hun arbejdede på at integrere østlige og vestlige filosofiske traditioner, og hendes værker forsøgte at forene elementer fra hinduisme, buddhisme og kristendom med vestlig videnskab og psykologi.
Alice A. Bailey betonede i sin lære vigtigheden af åndelig erkendelse og udvikling. Hendes tilgang til åndsvidenskab indeholdt flere aspekter, der skulle føre til øget bevidsthed og erkendelse. Ligesom andre åndsvidenskabelige lærere understregede Bailey vigtigheden af selvobservation. At være opmærksom på ens egne tanker, følelser og handlinger var et afgørende skridt mod at opnå selvindsigt og bevidsthedsudvikling.
Bailey's arbejde omfatter begreber som indvielse, sjælens udvikling, og hun arbejdede også med at formulere ideen om "New Age" og den forestående åndelige transformation af menneskeheden. Hun lagde stærk vægt på betydningen af tjeneste for andre og gruppearbejde som midler til åndelig vækst. Hendes lære opfordrede folk til at engagere sig i arbejdet for det fælles gode og åndelig udvikling gennem samarbejde.
Alice A. Bailey's arbejde har haft en betydelig indflydelse på åndsvidenskabelig tænkning og har bidraget til at forme mange nyere esoteriske og åndelige bevægelser. Hendes tilgang kombinerer komplekse teosofiske ideer med en vision om åndsvidenskab, der kan integrere forskellige aspekter af den menneskelige erfaring.

### George Ivanovich Gurdjieff
Georgij Ivanovitj Gurdsjijev eller George Ivanovich Gurdjieff (1872-1949) var en mystiker, filosof og spirituel lærer, som blev født i det osmanniske imperium (nuværende Armenien) og senere var aktiv i Rusland og Vesten. George Gurdjieff's tilgang til åndsvidenskab var unik og kompleks, og han udviklede en omfattende lære, som han kaldte den "Fjerde Vej”. Gurdjieff beskrev den Fjerde Vej som en hurtigere og mere direkte vej til personlig udvikling og åndelig opvågnen end de traditionelle tre veje (karmayoga, bhaktiyoga og jnanayoga). Den Fjerde Vej integrerer elementer af fysisk arbejde, emotionel forståelse, mentale øvelser og åndelig praksis som en holistisk tilgang til selvrealisering.
Central i Gurdjieffs undervisning er begrebet "selvobservation." Han opfordrede folk til konstant at overvåge deres tanker, følelser og handlinger for at opnå selvindsigt. Gennem selvobservation mente Gurdjieff, at man kunne bryde fri af automatiske reaktioner og mønstre og begynde at udvikle et højere niveau af bevidsthed.

### Peter D. Ouspensky
Peter Demianovich Ouspensky (1878-1947) bidrog væsentligt til udbredelsen af Gurdjieff's undervisning og filosofi, og hans egne skrifter udforsker komplekse emner inden for åndsvidenskab. Ouspensky præsenterede i sin bog "En Ny Model af Universet" (1917) en syntese af Gurdjieffs undervisning, der introducerede idéer om menneskets bevidsthed og dets forhold til universet. Han udforskede også konceptet "Tertium Organum," hvor han argumenterede for, at der var brug for en tredje organ for at forstå virkeligheden ud over de to organer, som traditionel logik og videnskab anvender. Ouspensky fremhævede vigtigheden af selvobservation som et redskab til at forstå ens egen psykologi og udvikle bevidsthed. Han betonede idéen om, at mennesket har et betydeligt potentiale, men det kræver bevidst anstrengelse og selvudvikling at realisere dette potentiale.

### Aleister Crowley
Aleister Crowley (1875-1947) var en indflydelsesrig figur inden for det åndsvidenskabelige område. Han var en britisk okkultist, forfatter og grundlægger af den religiøse filosofi Thelema. Crowleys tilgang til åndsvidenskab var kompleks og involverede en syntese af forskellige esoteriske traditioner.
Hans mest kendte filosofi, Thelema, var baseret på princippet "Gør, hvad du vil, skal være hele loven," og det lagde vægt på individuel frihed og selvrealisering. Crowley integrerede elementer fra hermetisme og Kabbalah i sit arbejde, og han anvendte hermetiske principper samt Kabbalahs livstræ i sin åndsvidenskabelige praksis.
Praktisk magi spillede en central rolle i Crowleys tilgang. Han udviklede systemet kaldet "Thelema magi" eller "Magick" med en 'k', for at adskille det fra konventionel magi. Han brugte ritualer og ceremonier som Gnostic Mass og forskellige former for invokation og evokation af åndelige kræfter.
Crowley hævdede at have kontakt med åndelige væsener, herunder sit højere selv kaldet "HGA" (Holy Guardian Angel) og en åndelig enhed ved navn Aiwass. Han hævdede, at Aiwass dikterede "The Book of the Law" til ham, hvilket er den centrale tekst i Thelema.
Selvudvikling var et nøgleelement i Crowleys lære. Han betonede vigtigheden af at forfølge ens sande vilje som et middel til åndelig vækst og oplysning.
Crowleys tilgang til åndsvidenskab var personlig og udfordrende for konventionelle normer. Hans arbejde har haft en vedvarende indflydelse på moderne okkultisme og åndsvidenskabelige kredse, men han er også blevet mødt med kontrovers og kritik.

### Dion Fortune
Dion Fortune (1890-1946) var en britisk okkultist, forfatter og mystiker, der ydede betydelige bidrag til den okkulte og åndelige litteratur. Hendes tilgang til åndsvidenskab, også kendt som esoterisk filosofi eller okkultisme, var dybt forankret i hendes egne erfaringer og forståelser af det overnaturlige og det åndelige.
Hendes åndsvidenskabelige praksis inkluderede arbejde med æteriske riger og okkulte kræfter. Hun hævdede at have erfaringer med at udforske og interagere med forskellige åndelige planer og entiteter. Hun arbejdede med arketyper og symbolisme som redskaber til forståelse af det overnaturlige og åndelige riger. Symbolerne blev betragtet som veje til dybere indsigter og forbindelse med det guddommelige.
Fortune efterlod en betydelig mængde litteratur om emner som magi, okkultisme, psykologi og mystik. Hendes tilgang kombinerede teoretiske koncepter med praktiske metoder, og hun blev en indflydelsesrig figur inden for det okkulte samfund.

### Martinus
Den danske åndelige lærer Martinus Thomsen (1890-1981), kaldt ”Martinus”, kalder evnen til at opleve den åndelige verdens indhold intuition.. Intuition er ifølge ham en åndelig sans, en særlig evne til at ”se” ind i den åndelige verden.
Denne intuition kan et menneske kun erhverve sig gennem etisk og åndelig udvikling gennem mange liv, siger han. Han nævner tre stadier i denne udvikling: 1) Stadiet uden kosmisk bevidsthed. 2) Stadiet med kortvarige glimt af kosmisk bevidsthed (”kosmiske glimt”). 3) Stadiet med permanent kosmisk bevidsthed.
Ifølge Martinus selv nåede han stadiet med permanent kosmisk bevidsthed i forbindelse med en serie kraftige åndelige oplevelser, han havde som 30-årig i 1921. Han fortæller herom:
”Den kosmiske ilddåb, som jeg havde gennemgået, og hvis nærmere analyse jeg ikke kan komme ind på her, havde altså efterladt sig den kendsgerning, at der i mig var blevet udløst helt nye sanseevner, evner der satte mig i stand til, – ikke glimtvis – men derimod i en permanent vågen bevidsthedstilstand, at skue alle de bag den fysiske verden bærende åndelige kræfter, usynlige årsager, evige verdenslove, grundenergier og grundprincipper.”
(Livets bog 1, stk. 21)
Et menneske med permanent kosmisk bevidsthed er kommet til fuld bevidsthed om sin enhed med Gud, siger Martinus. Det menneske har fuldstændig kontrol over intuitionsenergien, som formidler alle fakta hinsides det tids- og rumdimensionelle plan. Svar på åndelige spørgsmål kommer automatisk, når vedkommende tænker på spørgsmålene. Alle mennesker vil nå dette stadium på et eller andet tidspunkt efter mange liv, siger han.

### Manly P. Hall
Manly Palmer Hall (1901-1990) var en canadisk-amerikansk forfatter og foredragsholder, der var kendt for sine bidrag til okkultisme, mystik og esoterisk filosofi. Hall grundlagde The Philosophical Research Society i 1934 i Los Angeles, Californien. Formålet med organisationen var at fremme studiet af filosofi og åndsvidenskab og tilbyde et rum for forskning og diskussion af okkulte og esoteriske emner.
Hall er bedst kendt for sit monumentale værk "The Secret Teachings of All Ages" (1928). Dette omfattende værk udforsker en bred vifte af emner, herunder okkulte traditioner, symbolisme, mystik og antikens mysteriereligioner. Hall's arbejde fokuserede på at gøre esoterisk viden tilgængelig for en bredere offentlighed. Han betragtede viden som en vej til personlig transformation og selvudvikling.
Ud over sit forfatterskab var Hall en kendt foredragsholder og underviser. Han holdt mange foredrag og underviste i esoteriske emner og tiltrak et varieret publikum af studerende og åndsinteresserede.

### David Spangler
David Spangler er en nutidig forfatter og spirituel lærer, der har skrevet om emner som åndelig udvikling, relationen mellem mennesket og naturen, og eksistensen af usynlige verdener. Han er kendt for sit arbejde med at udforske det åndelige potentiale i mennesket og for at fremme ideen om "inkarnation af lys", hvor individets åndelige natur manifesteres fuldt ud i det fysiske liv.
Spangler har skrevet adskillige bøger om emner som menneskelig udvikling, relationen mellem mennesket og naturen, og eksistensen af usynlige verdener. Han har også grundlagt flere organisationer, herunder Lorian Association, der fokuserer på personlig og planetarisk transformation.

### Pamela Eakins
Pamela Eakins er en nutidig forfatter, lærer og healer, der har skrevet flere bøger om esoteriske emner, herunder astrologi, numerologi og den feminine guddom. Hun er også kendt for sit arbejde med kabbalistiske og mystiske traditioner.
Ud over hendes forfatterskab og undervisning har Pamela Eakins en imponerende baggrund inden for forskning og akademisk arbejde. Hun har en Ph.D. i Sociologi med speciale i kønsstudier og spiritualitet fra University of Colorado, Boulder. Hendes forskning og skrifter har kredset om emner som kvindelige mysterier, kønsroller, spiritualitet og transformation.
Hendes arbejde er ofte fokuseret på at forstå og fremme den feminine visdomstradition og den indre rejse mod selvrealisering. Eakins' interesse for kvindelige mysterier og den kvindelige åndelige rejse afspejles tydeligt i hendes arbejde, hvor hun har fokuseret på at genskabe forståelsen og respekten for den feminine kraft og visdom i samfundet. Hendes bøger og undervisning er ofte rettet mod at styrke kvinder og støtte dem i deres åndelige rejse.
Eakins har skrevet flere bøger og har også undervist på universiteter og holdt workshops og retreats over hele verden for at dele sin viden og visdom med andre. Som ceremoniel lærer har Eakins også været engageret i at genoplive og videregive gamle ceremonielle praksisser og ritualer, der ærer naturen, årstidernes cyklus og de indre transformationer, som disse symboliserer.
Pamela Eakins' bidrag til åndelig udvikling og empowerment, især for kvinder, har gjort hende til en respekteret stemme inden for esoterik og moderne spiritualitet. Hun har formået at inspirere mange enkeltpersoner på deres rejse mod dybere selvindsigt, forbindelse og helhed.

### Roberto Sardello
Robert Sardello er forfatter, psykoterapeut og grundlægger af School of Spiritual Psychology. Han har skrevet flere bøger om sjælelig udvikling og åndelig praksis, der kombinerer psykologi med esoteriske traditioner.

### Barbara Hand Clow
Barbara Hand Clow er en forfatter og astrolog, der er en bemærkelsesværdig figur inden for moderne esoterisk åndsvidenskab og astrologi. Hendes arbejde er præget af en dyb forståelse af arkæologi, antropologi og metafysik, og hun har kombineret disse discipliner for at udforske menneskehedens spirituelle historie og dens forbindelse til kosmos.
En af Clows mest indflydelsesrige bidrag er hendes arbejde med maya-kalenderen. Hun har skrevet flere bøger, der dykker ned i mayaernes tidsmålingssystem og tolker det som en nøgle til at forstå den kosmiske cyklus og menneskehedens udvikling. Hendes arbejde har været med til at popularisere forståelsen af mayaernes visdom og dens relevans i moderne tid.
Desuden har Clow også skrevet om det feminine guddommelige og betydningen af den kvindelige kraft i kosmisk balance. Hun har udforsket temaer som gudinden, feminin visdom og den guddommelige moder i hendes bøger og foredrag, hvilket har bidraget til at genoplive interessen for den kvindelige side af spiritualiteten. har skrevet om emner som maya-kalenderen, det feminine guddommelige og den åndelige transformation af planeten.

### Lon Milo DuQuette
John Duquette, også kendt som Lon Milo DuQuette, er en moderne repræsentant for esoterisk åndsvidenskab og en forfatter inden for emnet. Han er kendt for sin omfattende forskning og skrivning om okkulte og esoteriske emner og har bidraget til at gøre disse komplekse emner mere tilgængelige for moderne læsere.
DuQuette er forfatter til flere bøger, der dækker et bredt spektrum af esoteriske emner, herunder magi, tarot, kabbala og hermetisme. Hans tilgang til disse emner er ofte præget af en blanding af humor, åbenhed og dyb forståelse. Han er kendt for at kombinere traditionelle okkulte principper med moderne psykologi og selvudviklingsteknikker, hvilket gør hans arbejde relevant og anvendeligt for moderne læsere og praktikere.
Duquettes skrifter og undervisning har gjort ham til en respekteret autoritet inden for det okkulte samfund, og han har været en inspiration for mange, der søger at udforske de dybere lag af esoterisk viden og praksis.

### Christopher Penczak
Christopher Penczak er en moderne forfatter, lærer og praktiserende inden for hekseri, wicca og magi. Han er grundlæggeren af Temple of Witchcraft og forfatter til flere bøger om emner som magiske praksisser, ritualer og spirituel udvikling. Penczaks arbejde fokuserer på at integrere gamle traditioner med moderne spirituel praksis og at hjælpe enkeltpersoner med at udforske deres indre potentiale og forbindelse til det guddommelige.

## I Danmark
I Danmark har Martinus spillet en særlig rolle. Hans betydning i Danmark er især inden for det spirituelle og filosofiske domæne. Martinus' arbejde har efterladt en varig spirituel arv, og hans bøger er fortsat tilgængelige og læses af adskillige mennesker, der søger dybere forståelse af livet, døden og den kosmiske orden. For at bevare og sprede hans lære blev Martinus Instituttet oprettet i Danmark. Institutet står for at udgive hans bøger, arrangere arrangementer og bistå studerende af Martinus Kosmologi.
En anden dansk repræsentant for åndsvidenskaben var Asger Lorentzen (1949-1912). Han blev kendt som foredragsholder og forfatter til adskillige bøger om åndelige og spirituelle emner. Han har blandt andet talt om stjernemennesker og englemennesker.
Der findes utallige andre danske repræsentanter for esoterisk åndsvidenskab, og i det 21. århundrede omfatter dette blandt andre filosoffen Alex Riel, idehistorikeren Søren Hauge og filosoffen Nikolaj Pilgaard Petersen. ,

## Vigtige kritikere inden for den spirituelle verden
Esoterisk åndsvidenskab har mange tilhængere, der finder værdi og mening i dens læresætninger og praksis. Inden for den moderne spirituelle verden findes der dog også en række kritikere, der ikke deler den esoteriske åndsvidenskabs synspunkter. Neden for findes de vigtigste af disse kritikere:

### René Guénon
René Guénon (1886-1951) var en fransk forfatter og filosof, der fremsatte kritik og advarsler om visse aspekter af det, han anså for at være forvanskninger eller misforståelser inden for esoteriske og okkulte bevægelser. Guénon kritiserede herunder brugen af begrebet "videnskab" inden for det esoteriske, især når det blev anvendt på en måde, der nærmede sig det, han anså for at være en overfladisk tilgang. Han mente, at visse moderne esoteriske bevægelser fejlagtigt forsøgte at "videnskabeliggøre" eller reducere esoteriske principper og viden til en form for objektiv empirisk forståelse. Guénon ville bevare det esoteriske som en viden, der er overlegen sammenlignet med videnskabens mere begrænsede domæne.

### Frithjof Schuon
Frithjof Schuon (1907-1998) var en schweizisk filosof, forfatter og mystiker, der var en central figur inden for den såkaldte traditionalisme. Schuon var generelt kritisk over for det, han opfattede som en forfladigelse og misforståelse af åndelige og esoteriske principper i moderne spirituelle bevægelser, herunder visse former for esoterisk åndsvidenskab. Det er vigtigt at bemærke, at Schuon ikke var kritisk over for åndelig søgen, men over for de moderne spirituelle tilgange, der blev for overfladiske, såsom teosofien.

### Julius Evola
Julius Evola (1898-1974) var en italiensk filosof, forfatter og esoterisk tænker, der udviklede en omfattende kritik af moderne samfund og dets værdier. Evola kritiserede det, han opfattede som en forfladigelse og modernisering af esoteriske traditioner inden for esoterisk åndsvidenskab. Evola udtrykte bekymring over esoterisk åndsvidenskab, som han anså for at være præget af en manglende forståelse for de dybere spirituelle principper.

### Jiddu Krishnamurti
Jiddu Krishnamurti (1895-1986) var en indisk filosof, forfatter og åndelig lærer, der opnåede international anerkendelse for sine tanker om menneskets bevidsthed og åndelige søgen. Han blev opdaget som barn af den teosofiske samfund, som anså ham for at være en potentiel "verdenslærer", en rolle som han oprindeligt accepterede, men senere frasagde sig (i 1929). Krishnamurti udviklede en uafhængig tilgang til åndelig søgen. Han var kritisk over for organiseringen af religiøse og esoteriske grupper, som han mente kunne føre til konformitet og blind autoritetstro, hvilket stod i vejen for ægte selvopdagelse.